# Saint-Macaire

Saint-Macaire este o comună în departamentul Gironde din sud-vestul Franței. În 2009 avea o populație de 1.984 de locuitori.

## Evoluția populației
| An        | 1975  | 1982  | 1990  | 1999  | 2006  | 2009  |
| --------- | ----- | ----- | ----- | ----- | ----- | ----- |
| Populație | 1.679 | 1.587 | 1.459 | 1.541 | 1.670 | 1.984 |